# أللاين ستورم
اللاين ستورم (بالإنجليزية: Alien Storm)‏ (باليابانية: エイリアンストーム) ، هي لعبة إلكترونية من نوع قتال آركيد، أنتجت شركة سيجا سنة 1990 ، وتعمل لنظام سيجا ميجا درايف .

## قصة لعبة إلكترونية
تبدأ قصة اللعبة عن قدوم البطل لمقاتلة وحوش المسوخ، وكان هدفه أن يصل إلى زعيم الوحوش ليقتله وليريح العالم منه.
.

## وصلات خارجية
- أللاين ستورم على موقع القائمة القاتلة لألعاب الفيديو
- Contemporary reviews of the arcade version at Solvalou.com
- Mean Machines - Alien Storm - Mega Drive review[وصلة مكسورة] at Mean Machines
- Alien Storm at Arcade-History.com
- أللاين ستورم في موقع World of Spectrum